# PROTECT IP Act
A PROTECT IP Act vagy PIPA (teljes nevén Preventing Real Online Threats to Economic Creativity and Theft of Intellectual Property Act) egy amerikai törvényjavaslat, amelyet 2011. május 12-én nyújtott be Patrick Leahy szenátor. A törvény a jogsértő vagy hamisított tartalmak, illetve a DRM megkerülésére alkalmas technológiák elleni fellépést szigorítaná; lehetővé tenné az Egyesült Államok kormánya és a jogtulajdonosok számára, hogy kényszerítsék az internetszolgáltatókat és a keresőmotorokat a jogsértő oldalak elérhetetlenné tételére, a reklámszolgáltatóknak és fizetési szolgáltatóknak pedig megtiltanák, hogy pénzt utaljanak nekik. A javaslat eredeti változatában még a jogsértéssel vádolt oldal DNS-címének feloldását is megtiltotta volna.
A javaslat egy korábbi, sikertelen törvénytervezet, a Combating Online Infringement and Counterfeits Act (COICA) újraírása, és nagyon hasonló a párhuzamosan a kongresszusban futó Stop Online Piracy Acthoz (SOPA). 2012 januárjában a heves tiltakozások hatására a javaslat megtárgyalását elhalasztották.